# Championnat de France de rugby à XV de 2e division 2018-2019
Navigation
Pro D2 2017-2018 Pro D2 2019-2020
Le championnat de France de rugby à XV de 2e division 2018-2019 ou Pro D2 2018-2019 se déroule entre août 2018 et juin 2019.
Cette saison, l'Oyonnax rugby et le CA Brive disputent la compétition, ayant été relégués du Top 14. Provence rugby, premier de la poule « élite » est promu de Fédérale 1 en Pro D2. La seconde place de promu est attribuée à l'US bressane après sa victoire en finale d'accession contre le Rouen Normandie rugby.

## Règlement
Seize équipes participent au championnat Pro D2. 
Comme en Top 14, les équipes qui terminent entre la 3e et la 6e place disputent des barrages. Les vainqueurs accèdent aux demi-finales où ils retrouvent les deux premiers. 
Enfin, les deux vainqueurs des demi-finales se rencontrent sur terrain neutre pour la finale. 
Le vainqueur de cette finale accède au Top 14 tandis que le perdant accueille le 13e de Top 14 pour un ultime barrage pour la dernière place en élite. 
Les équipes classées 15e et 16e sont reléguées en division inférieure sauf en cas de relégation financière d'un des participants du championnat ou de refus d'accession à un promu.

## Liste des équipes en compétition
| \| Stade aurillacois Aviron bayonnais AS Béziers Biarritz olympique CA Brive US Carcassonne Colomiers rugby Oyonnax rugby Provence rugby Stade montois US Montauban RC Massy USON Nevers Soyaux Angoulême XV RC Vannes US bressane \| Localisation des clubs engagés dans le championnat. |
| Stade aurillacois Aviron bayonnais AS Béziers Biarritz olympique CA Brive US Carcassonne Colomiers rugby Oyonnax rugby Provence rugby Stade montois US Montauban RC Massy USON Nevers Soyaux Angoulême XV RC Vannes US bressane                                                           |

| Club                | Budget prévisionnel 2018-19 en M€ | Classement en 2017-18 | Entraîneurs                                                 | Stade                                      | Capacité |
| ------------------- | --------------------------------- | --------------------- | ----------------------------------------------------------- | ------------------------------------------ | -------- |
| Stade aurillacois   | 5,2 M€                            | 11                    | André Bester Thierry Peuchlestrade                          | Stade Jean-Alric (Aurillac)                | 9 000    |
| Aviron bayonnais    | 11 M€                             | 8                     | Yannick Bru Vincent Etcheto Joël Rey                        | Stade Jean-Dauger (Bayonne)                | 16 934   |
| AS Béziers          | 7,4 M€                            | 5                     | David Gérard David Aucagne                                  | Stade de la Méditerranée (Béziers)         | 18 555   |
| Biarritz olympique  | 10,5 M€                           | 6                     | Jack Isaac Matthew Clarkin Jacques Cronjé Heini Adams       | Parc des sports d'Aguiléra (Biarritz)      | 13 400   |
| US bressane         | 5,3 M€                            | 2 (Fédérale 1)        | Yoann Boulanger Thomas Choveau                              | Stade Marcel-Verchère (Bourg-en-Bresse)    | 11 400   |
| CA Brive            | 12,2 M€                           | 14 (Top 14)           | Jeremy Davidson Didier Casadeï Jean-Baptiste Péjoine        | Stade Amédée-Domenech (Brive-la-Gaillarde) | 13 979   |
| US Carcassonne      | 4,2 M€                            | 14                    | Christian Labit Mathieu Cidre Julien Seron                  | Stade Albert-Domec (Carcassonne)           | 10 000   |
| Colomiers rugby     | 7,45 M€                           | 9                     | Olivier Baragnon Marc Dantin Julien Sarraute Fabien Berneau | Stade Michel-Bendichou (Colomiers)         | 11 000   |
| RC Massy            | 4 M€                              | 12                    | Didier Faugeron Benoit Larousse Stéphane Gonin              | Stade Jules-Ladoumègue (Massy)             | 3 200    |
| Stade montois       | 6,795 M€                          | 4                     | Christophe Laussucq David Auradou                           | Stade Guy-Boniface (Mont-de-Marsan)        | 16 800   |
| US Montauban        | 6,6 M€                            | 2                     | Pierre-Philippe Lafond Jean-Frédéric Dubois                 | Stade Sapiac (Montauban)                   | 11 937   |
| USON Nevers         | 12,4 M€                           | 7                     | Xavier Péméja Guillaume Jan Sébastien Fouassier             | Stade du Pré Fleuri (Sermoise-sur-Loire)   | 7 500    |
| Oyonnax rugby       | 11 M€                             | 13 (Top 14)           | Adrien Buononato Manny Edmonds                              | Stade Charles-Mathon (Oyonnax)             | 11 400   |
| Provence rugby      | 8 M€                              | 1 (Fédérale 1)        | Jamie Cudmore Patrick Pézery Fabien Cibray                  | Stade Maurice-David (Aix-en-Provence)      | 6 000    |
| Soyaux Angoulême XV | 6,5 M€                            | 13                    | Julien Laïrle Rémy Ladauge                                  | Stade Chanzy (Angoulême)                   | 8 000    |
| RC Vannes           | 7 M€                              | 10                    | Jean-Noël Spitzer Gerard Fraser                             | Stade de la Rabine (Vannes)                | 9 500    |

## Résumé des résultats

### Classement de la saison régulière
| Rang | Club                | J  | V  | N | D  | Bo | Bd | Pm  | Pe  | Diff | Pts |
| ---- | ------------------- | -- | -- | - | -- | -- | -- | --- | --- | ---- | --- |
| 1    | CA Brive (R)        | 30 | 19 | 1 | 10 | 6  | 7  | 816 | 556 | +260 | 91  |
| 2    | Oyonnax Rugby (R)   | 30 | 17 | 1 | 12 | 9  | 8  | 811 | 633 | +178 | 87  |
| 3    | Aviron bayonnais    | 30 | 17 | 1 | 12 | 6  | 7  | 719 | 537 | +182 | 83  |
| 4    | RC Vannes           | 30 | 17 | 1 | 12 | 3  | 7  | 671 | 619 | +52  | 80  |
| 5    | Stade montois       | 30 | 16 | 1 | 13 | 6  | 6  | 681 | 599 | +82  | 78  |
| 6    | USON Nevers         | 30 | 16 | 1 | 13 | 6  | 6  | 653 | 589 | +64  | 78  |
| 7    | Biarritz olympique  | 30 | 15 | 1 | 14 | 5  | 7  | 776 | 638 | +138 | 74  |
| 8    | AS Béziers          | 30 | 17 | 1 | 12 | 1  | 3  | 563 | 602 | -39  | 74  |
| 9    | Soyaux Angoulême XV | 30 | 14 | 1 | 15 | 5  | 5  | 614 | 646 | -32  | 68  |
| 10   | Provence Rugby (P)  | 30 | 15 | 0 | 15 | 3  | 5  | 682 | 730 | -48  | 68  |
| 11   | US Carcassonne      | 30 | 14 | 0 | 16 | 3  | 6  | 629 | 703 | -74  | 65  |
| 12   | US Montauban        | 30 | 13 | 1 | 16 | 3  | 7  | 568 | 678 | -110 | 64  |
| 13   | Colomiers Rugby     | 30 | 13 | 0 | 17 | 3  | 6  | 534 | 594 | -60  | 61  |
| 14   | Stade aurillacois   | 30 | 13 | 0 | 17 | 3  | 6  | 552 | 702 | -150 | 61  |
| 15   | US bressane (P)     | 30 | 13 | 1 | 16 | 4  | 2  | 586 | 777 | -191 | 60  |
| 16   | RC Massy            | 30 | 5  | 1 | 24 | 1  | 6  | 499 | 751 | -252 | 29  |

|  | Qualication pour les demi-finales (no 1, no 2).           |
|  | Qualification pour les barrages (no 3, no 4, no 5, no 6). |
|  | Relégation en Fédérale 1 (no 15 et no 16).                |
|  | R : relégués 2018 • P : promus 2018                       |

Attribution des points : victoire sur tapis vert : 5, victoire : 4, match nul : 2, défaite : 0, forfait : -2 ; plus les bonus (offensif : 3 essais de plus que l'adversaire ; défensif : défaite par 5 points d'écart ou moins; les deux bonus peuvent se cumuler).
Règles de classement :
1. points terrain (bonus compris) ; 2. points terrain obtenus dans les matches entre équipes concernées ; 3. différence de points sur l'ensemble des matches ; 4. différence de points dans les matches entre équipes concernées ; 5. différence entre essais marqués et concédés dans les matches entre équipes concernées ; 6. nombre de points marqués sur l'ensemble des matches ; 7. différence entre essais marqués et concédés ; 8. nombre de forfaits n'ayant pas entraîné de forfait général ; 9. place la saison précédente.

### Tableau final
|  | Barrages             | Barrages             | Barrages                                               | Barrages             |                                                     |              | Demi-finales                                          | Demi-finales                                          | Demi-finales                                          | Demi-finales                                          |  |  | Finale                                       | Finale                                       | Finale                                       | Finale                                       |
|  |                      |                      |                                                        |                      |                                                     |              |                                                       |                                                       |                                                       |                                                       |  |  |                                              |                                              |                                              |                                              |
|  |                      |                      |                                                        |                      |                                                     |              | 19 mai 2019 à 14 h 15 au stade Amédée-Domenech, Brive | 19 mai 2019 à 14 h 15 au stade Amédée-Domenech, Brive | 19 mai 2019 à 14 h 15 au stade Amédée-Domenech, Brive | 19 mai 2019 à 14 h 15 au stade Amédée-Domenech, Brive |  |  | 26 mai 2019 à 14 h 0 au stade du Hameau, Pau | 26 mai 2019 à 14 h 0 au stade du Hameau, Pau | 26 mai 2019 à 14 h 0 au stade du Hameau, Pau | 26 mai 2019 à 14 h 0 au stade du Hameau, Pau |
|  |                      |                      |                                                        |                      |                                                     |              | 19 mai 2019 à 14 h 15 au stade Amédée-Domenech, Brive | 19 mai 2019 à 14 h 15 au stade Amédée-Domenech, Brive | 19 mai 2019 à 14 h 15 au stade Amédée-Domenech, Brive | 19 mai 2019 à 14 h 15 au stade Amédée-Domenech, Brive |  |  | 26 mai 2019 à 14 h 0 au stade du Hameau, Pau | 26 mai 2019 à 14 h 0 au stade du Hameau, Pau | 26 mai 2019 à 14 h 0 au stade du Hameau, Pau | 26 mai 2019 à 14 h 0 au stade du Hameau, Pau |
|  |                      |                      |                                                        |                      |                                                     |              | 19 mai 2019 à 14 h 15 au stade Amédée-Domenech, Brive | 19 mai 2019 à 14 h 15 au stade Amédée-Domenech, Brive | 19 mai 2019 à 14 h 15 au stade Amédée-Domenech, Brive | 19 mai 2019 à 14 h 15 au stade Amédée-Domenech, Brive |  |  | 26 mai 2019 à 14 h 0 au stade du Hameau, Pau | 26 mai 2019 à 14 h 0 au stade du Hameau, Pau | 26 mai 2019 à 14 h 0 au stade du Hameau, Pau | 26 mai 2019 à 14 h 0 au stade du Hameau, Pau |
|  |                      |                      |                                                        |                      |                                                     |              | 19 mai 2019 à 14 h 15 au stade Amédée-Domenech, Brive | 19 mai 2019 à 14 h 15 au stade Amédée-Domenech, Brive | 19 mai 2019 à 14 h 15 au stade Amédée-Domenech, Brive | 19 mai 2019 à 14 h 15 au stade Amédée-Domenech, Brive |  |  | 26 mai 2019 à 14 h 0 au stade du Hameau, Pau | 26 mai 2019 à 14 h 0 au stade du Hameau, Pau | 26 mai 2019 à 14 h 0 au stade du Hameau, Pau | 26 mai 2019 à 14 h 0 au stade du Hameau, Pau |
|  |                      |                      |                                                        |                      |                                                     |              | 19 mai 2019 à 14 h 15 au stade Amédée-Domenech, Brive | 19 mai 2019 à 14 h 15 au stade Amédée-Domenech, Brive | 19 mai 2019 à 14 h 15 au stade Amédée-Domenech, Brive | 19 mai 2019 à 14 h 15 au stade Amédée-Domenech, Brive |  |  | 26 mai 2019 à 14 h 0 au stade du Hameau, Pau | 26 mai 2019 à 14 h 0 au stade du Hameau, Pau | 26 mai 2019 à 14 h 0 au stade du Hameau, Pau | 26 mai 2019 à 14 h 0 au stade du Hameau, Pau |
|  | [1] CA Brive         | [1] CA Brive         | 40                                                     | 40                   |                                                     |              |                                                       |                                                       |                                                       |                                                       |  |  | 26 mai 2019 à 14 h 0 au stade du Hameau, Pau | 26 mai 2019 à 14 h 0 au stade du Hameau, Pau | 26 mai 2019 à 14 h 0 au stade du Hameau, Pau | 26 mai 2019 à 14 h 0 au stade du Hameau, Pau |
|  | [1] CA Brive         | [1] CA Brive         | 40                                                     | 40                   | 12 mai 2019 à 14 h 15 au stade de la Rabine, Vannes |              |                                                       |                                                       |                                                       |                                                       |  |  | 26 mai 2019 à 14 h 0 au stade du Hameau, Pau | 26 mai 2019 à 14 h 0 au stade du Hameau, Pau | 26 mai 2019 à 14 h 0 au stade du Hameau, Pau | 26 mai 2019 à 14 h 0 au stade du Hameau, Pau |
|  |                      |                      | [4] RC Vannes                                          | [4] RC Vannes        | 20                                                  | 20           |                                                       |                                                       |                                                       |                                                       |  |  | 26 mai 2019 à 14 h 0 au stade du Hameau, Pau | 26 mai 2019 à 14 h 0 au stade du Hameau, Pau | 26 mai 2019 à 14 h 0 au stade du Hameau, Pau | 26 mai 2019 à 14 h 0 au stade du Hameau, Pau |
|  | [4] RC Vannes        | [4] RC Vannes        | [4] RC Vannes                                          | [4] RC Vannes        | 20                                                  | 20           | 50                                                    | 50                                                    |                                                       |                                                       |  |  | 26 mai 2019 à 14 h 0 au stade du Hameau, Pau | 26 mai 2019 à 14 h 0 au stade du Hameau, Pau | 26 mai 2019 à 14 h 0 au stade du Hameau, Pau | 26 mai 2019 à 14 h 0 au stade du Hameau, Pau |
|  | [4] RC Vannes        | [4] RC Vannes        | 18 mai 2019 à 18 h 30 au stade Charles-Mathon, Oyonnax |                      |                                                     |              | 50                                                    | 50                                                    |                                                       |                                                       |  |  | 26 mai 2019 à 14 h 0 au stade du Hameau, Pau | 26 mai 2019 à 14 h 0 au stade du Hameau, Pau | 26 mai 2019 à 14 h 0 au stade du Hameau, Pau | 26 mai 2019 à 14 h 0 au stade du Hameau, Pau |
|  | [5] Stade montois    | [5] Stade montois    | 10                                                     | 10                   |                                                     |              |                                                       |                                                       |                                                       |                                                       |  |  | 26 mai 2019 à 14 h 0 au stade du Hameau, Pau | 26 mai 2019 à 14 h 0 au stade du Hameau, Pau | 26 mai 2019 à 14 h 0 au stade du Hameau, Pau | 26 mai 2019 à 14 h 0 au stade du Hameau, Pau |
|  | [5] Stade montois    | [5] Stade montois    | 10                                                     | 10                   | [1] CA Brive                                        | [1] CA Brive | 19                                                    | 19                                                    |                                                       |                                                       |  |  |                                              |                                              |                                              |                                              |
|  |                      |                      |                                                        |                      | [1] CA Brive                                        | [1] CA Brive | 19                                                    | 19                                                    |                                                       |                                                       |  |  |                                              |                                              |                                              |                                              |
|  |                      |                      | [3] Aviron bayonnais                                   | [3] Aviron bayonnais | 21                                                  | 21           |                                                       |                                                       |                                                       |                                                       |  |  |                                              |                                              |                                              |                                              |
|  |                      |                      |                                                        |                      | 21                                                  | 21           |                                                       |                                                       |                                                       |                                                       |  |  |                                              |                                              |                                              |                                              |
|  |                      |                      |                                                        |                      |                                                     |              |                                                       |                                                       |                                                       |                                                       |  |  |                                              |                                              |                                              |                                              |
|  |                      |                      |                                                        |                      |                                                     |              |                                                       |                                                       |                                                       |                                                       |  |  |                                              |                                              |                                              |                                              |
|  | [2] Oyonnax rugby    | [2] Oyonnax rugby    | 34                                                     | 34                   |                                                     |              |                                                       |                                                       |                                                       |                                                       |  |  |                                              |                                              |                                              |                                              |
|  | [2] Oyonnax rugby    | [2] Oyonnax rugby    | 34                                                     | 34                   | 11 mai 2019 à 20 h 45 au stade Jean-Dauger, Bayonne |              |                                                       |                                                       |                                                       |                                                       |  |  |                                              |                                              |                                              |                                              |
|  |                      |                      | [3] Aviron bayonnais                                   | [3] Aviron bayonnais | 38                                                  | 38           |                                                       |                                                       |                                                       |                                                       |  |  |                                              |                                              |                                              |                                              |
|  | [3] Aviron bayonnais | [3] Aviron bayonnais | [3] Aviron bayonnais                                   | [3] Aviron bayonnais | 38                                                  | 38           | 32                                                    | 32                                                    |                                                       |                                                       |  |  |                                              |                                              |                                              |                                              |
|  | [3] Aviron bayonnais | [3] Aviron bayonnais |                                                        |                      |                                                     |              |                                                       | 32                                                    |                                                       |                                                       |  |  |                                              |                                              |                                              |                                              |
|  | [6] USON Nevers      | [6] USON Nevers      | 26                                                     | 26                   |                                                     |              |                                                       |                                                       |                                                       |                                                       |  |  |                                              |                                              |                                              |                                              |
|  | [6] USON Nevers      | [6] USON Nevers      | 26                                                     | 26                   |                                                     |              |                                                       |                                                       |                                                       |                                                       |  |  |                                              |                                              |                                              |                                              |
|  |                      |                      |                                                        |                      |                                                     |              |                                                       |                                                       |                                                       |                                                       |  |  |                                              |                                              |                                              |                                              |

### Barrages
| 11 mai 2019 20 h 45 | Aviron bayonnais | 32 - 26 (22 - 12) | USON Nevers | Stade Jean-Dauger, Bayonne 10 007 spectateurs Arbitre : Maxime Chalon |
| 11 mai 2019 20 h 45 | Essai(s) : 4 Jan van Lill (2e, 29e), Muscarditz (23e), Robinson (56e) Transformation(s) : 3 Ordas (24e, 30e, 57e) Pénalité(s) : 2 M.Ordas (5e), Tedder (65e) Carton(s) jaune(s) : 2 Jaulhac (8e), Barthélémy (46e) |                   | Essai(s) : 3 N.Naqori (16e), J.Raisuqe (33e), J.Berger (62e) Transformation(s) : 2 Le Gal (35e, 62e) Carton(s) jaune(s) : 1 F.Hugo (27e) Carton(s) rouge(s) : 1 Quercy (8e) | Stade Jean-Dauger, Bayonne 10 007 spectateurs Arbitre : Maxime Chalon |
| 11 mai 2019 20 h 45 | |                   | | Stade Jean-Dauger, Bayonne 10 007 spectateurs Arbitre : Maxime Chalon |

| 12 mai 2019 14 h 15 | RC Vannes | 50 - 10 (30 - 10) | Stade montois | Stade de la Rabine, Vannes Arbitre : Cédric Marchat |
| 12 mai 2019 14 h 15 | Essai(s) : 6 Curtis (2e, 49e, 55e), Duplenne (8e), Holder (40e), Bouthier (58e) Transformation(s) : 4 Hilsenbeck (3e, 41e, 51e), Le Bail (10e) Pénalité(s) : 4 Le Bail (15e), Hilsenbeck (23e, 26e, 48e) |                   | Essai(s) : 1 Laborde (6e) Transformation(s) : 1 Shingler (6e) Pénalité(s) : 1 Shingler (20e) Carton(s) rouge(s) : 1 Paulino (46e) | Stade de la Rabine, Vannes Arbitre : Cédric Marchat |
| 12 mai 2019 14 h 15 | |                   | | Stade de la Rabine, Vannes Arbitre : Cédric Marchat |

### Demi-finale
| 18 mai 2019 18 h 30 | Oyonnax rugby | 34 - 38 (27 - 9) | Aviron bayonnais | Stade Charles-Mathon, Oyonnax |
| 18 mai 2019 18 h 30 | Essai(s) : 4 : A. Callandret (32e, 40e), I. Mirtskhulava (37e), M. Inman (76e) Transformation(s) : 4 : B. Botica (33e, 39e, 41e, 76e) Pénalité(s) : 2 : B. Botica (8e, 25e) Drop(s) : 0 Carton(s) jaune(s) : 2 : S. Zegueur (43e), D. Tison (63e) |                  | Essai(s) : 4 : L. Latunipulu (47e), T. Taufa (58e), M. Bustos Moyano (68e), T. Tedder (71e) Transformation(s) : 3 : M. Ordas (50e), M. Bustos Moyano (69e, 72e) Pénalité(s) : 4 : M. Ordas (6e, 14e, 20e), M. Bustos Moyano (64e) Drop(s) : 0 | Stade Charles-Mathon, Oyonnax |
| 18 mai 2019 18 h 30 | |                  | | Stade Charles-Mathon, Oyonnax |

| 19 mai 2019 14 h 15 | CA Brive | 40 - 20 (16 - 13) | RC Vannes | Stade Amédée-Domenech, Brive Arbitre : Ludovic Cayre |
| 19 mai 2019 14 h 15 | Essai(s) : 4 : M Voisin (39e), O Giorgadze (46e), R Scholes (61e), S Galala (70e) Transformation(s) : 4 : T Laranjeira (40e, 47e, 62e), S Olding (71e) Pénalité(s) : 4 : T Laranjeira (2e, 16e, 32e), S Olding (79e) Carton(s) jaune(s) : 1 : A Muller (36e) |                   | Essai(s) : 2 : A Mourot (22e), A Bouthier (76e) Transformation(s) : 2 : C Hilsenbeck (23e, 77e) Pénalité(s) : 2 : C Hilsenbeck (4e, 37e) Carton(s) jaune(s) : 2 : A Mourot (50e), A Bouthier (59e) | Stade Amédée-Domenech, Brive Arbitre : Ludovic Cayre |
| 19 mai 2019 14 h 15 | |                   | | Stade Amédée-Domenech, Brive Arbitre : Ludovic Cayre |

### Finale
| Équipes                 | CA Brive - Aviron bayonnais |
| Score                   | 19-21 (6-9) |
| Date                    | 26 mai 2019 |
| Stade                   | Stade du Hameau, Pau |
| Spectateurs             | - |
| Arbitre                 | Adrien Descottes |
| Composition des équipes | |
| CA Brive                | Titulaires : 1. Vivien Devisme, 2.François Da Ros, 3.James Johnston, 4.Peet Marais, 5.Jan Uys, 6.Matthieu Voisin, 7.Saïd Hireche (cap.), 8.Otar Giorgadze, 9.Samuel Marques, 10.Thomas Laranjeira, 11.Axel Müller, 12.Stuart Olding, 13.Sevanaia Galala, 14.Franck Romanet, 15.Rory Scholes Remplaçants : 16.Thomas Acquier, 17.Simon-Pierre Chauvac, 18.Dominiko Waqaniburotu, 19.So'otala Fa'aso'o, 20.Vasil Lobzhanidze, 21.Arnaud Mignardi, 21.Joris Jurand, 23.Soso Bekoshvili Entraîneurs : Jeremy Davidson, Didier Casadeï, Jean-Baptiste Péjoine. |
| Aviron bayonnais        | Titulaires : 1.Aretz Iguiniz, 2.Torsten van Jaarsveld, 3.Toma'akino Taufa, 4.Pieter-Jan van Lill, 5.Adam Jaulhac, 6.Baptiste Heguy, 7.Antoine Battut, 8.Filimo Taofifenua, 9.Guillaume Rouet, 10.Manuel Ordas, 11.Arthur Duhau, 12.Romain Barthélémy, 13.Sean Robinson, 14.Latu Latunipulu, 15.Julien Tisseron Remplaçants : 16.Maxime Delonca, 17.Ugo Boniface, 18.Abdelatif Boutaty, 19.John Beattie, 20.Emmanuel Saubusse, 21.Tristan Tedder, 22.Martín Bustos Moyano, 23.Luc Mousset Entraîneurs : Yannick Bru, Vincent Etcheto, Joël Rey.            |
| Points marqués          | |
| CA Brive                | 1 essai : S Galala (50e) 1 transformation : T Laranjeira (51e) 4 pénalités : T Laranjeira (9e, 14e, 54e, 64e) |
| Aviron bayonnais        | 7 pénalités : M Bustos Moyano (11e, 52e, 74e, 81e), M Ordas (31e, 39e, 43e) |

### Barrage accession Top 14
| Dimanche 2 juin 2019 15 h 15 | CA Brive | 28-22 (14-12) | FC Grenoble | Stade Amédée-Domenech, Brive Arbitre : Tual Trainini |
| Dimanche 2 juin 2019 15 h 15 | Essai(s) : 3 : F Romanet (35e), S Marques (44e), O Giorgadze (76e) Transformation(s) : 3 : T Laranjeira (36e), S Olding (45e, 77e) |               | Essai(s) : 1 : B Guillemain (82e) Transformation(s) : 1 : F Pourteau (83e) Pénalité(s) : 5 : G Germain (4e, 15e, 28e, 32e, 65e) | Stade Amédée-Domenech, Brive Arbitre : Tual Trainini |
| Dimanche 2 juin 2019 15 h 15 | |               | | Stade Amédée-Domenech, Brive Arbitre : Tual Trainini |

## Résultats détaillés

### Phase régulière

#### Tableau synthétique des résultats
L'équipe qui reçoit est indiquée dans la colonne de gauche.
| Clubs               | ANG   | AUR   | BAY   | BEZ   | BIA   | USB   | CAB   | CAR   | COL   | MAS   | SM    | USM   | NEV   | OYO   | PR    | RCV   |
| ------------------- | ----- | ----- | ----- | ----- | ----- | ----- | ----- | ----- | ----- | ----- | ----- | ----- | ----- | ----- | ----- | ----- |
| Soyaux Angoulême XV |       | 23-13 | 22-18 | 28-0  | 31-15 | 41-15 | 11-23 | 23-19 | 14-13 | 8-8   | 20-16 | 29-23 | 40-15 | 23-33 | 36-20 | 42-12 |
| Stade aurillacois   | 13-10 |       | 41-27 | 19-3  | 16-17 | 13-9  | 14-11 | 19-16 | 23-18 | 31-18 | 31-7  | 28-15 | 12-16 | 20-19 | 36-10 | 17-23 |
| Aviron bayonnais    | 60-9  | 45-10 |       | 21-15 | 14-19 | 29-7  | 30-17 | 46-10 | 29-12 | 45-15 | 28-28 | 21-16 | 26-21 | 30-25 | 34-19 | 16-14 |
| AS Béziers          | 25-21 | 34-7  | 30-13 |       | 12-23 | 16-6  | 29-20 | 23-18 | 25-13 | 37-26 | 19-16 | 27-5  | 12-9  | 24-19 | 20-19 | 27-23 |
| Biarritz olympique  | 48-22 | 28-24 | 22-6  | 21-23 |       | 46-9  | 33-33 | 21-16 | 18-21 | 36-12 | 27-22 | 62-21 | 19-16 | 51-14 | 29-13 | 31-32 |
| US bressane         | 31-6  | 31-6  | 15-21 | 27-6  | 29-27 |       | 31-27 | 21-32 | 18-15 | 22-18 | 50-13 | 25-20 | 18-16 | 21-17 | 18-16 | 19-19 |
| CA Brive            | 31-18 | 36-14 | 20-18 | 27-6  | 36-26 | 52-14 |       | 54-17 | 27-17 | 37-13 | 29-27 | 15-3  | 31-13 | 21-20 | 45-14 | 61-14 |
| US Carcassonne      | 18-15 | 39-35 | 22-10 | 47-13 | 21-20 | 45-10 | 19-14 |       | 25-20 | 22-14 | 11-9  | 5-20  | 49-12 | 13-21 | 33-24 | 23-20 |
| Colomiers rugby     | 15-8  | 19-17 | 0-6   | 30-24 | 27-10 | 29-19 | 9-6   | 27-9  |       | 31-7  | 22-16 | 23-19 | 23-24 | 18-19 | 28-26 | 25-3  |
| RC Massy Essonne    | 19-20 | 18-27 | 12-21 | 24-27 | 29-20 | 20-29 | 30-19 | 20-7  | 22-13 |       | 24-38 | 19-22 | 6-30  | 21-32 | 13-14 | 6-21  |
| Stade montois       | 26-23 | 36-8  | 17-13 | 35-14 | 20-13 | 48-22 | 19-14 | 30-14 | 38-10 | 33-10 |       | 16-10 | 34-11 | 37-21 | 16-20 | 16-13 |
| US Montauban        | 31-10 | 27-3  | 14-25 | 18-20 | 16-15 | 37-19 | 28-26 | 16-12 | 29-20 | 15-9  | 20-25 |       | 9-6   | 19-19 | 28-23 | 20-25 |
| USON Nevers         | 13-12 | 28-26 | 23-17 | 15-15 | 20-16 | 53-13 | 28-31 | 41-10 | 38-12 | 17-6  | 24-17 | 22-19 |       | 19-16 | 36-17 | 32-6  |
| Oyonnax rugby       | 29-12 | 46-6  | 18-16 | 23-13 | 23-27 | 49-16 | 10-22 | 38-10 | 32-16 | 45-10 | 34-14 | 51-14 | 30-22 |       | 46-23 | 30-29 |
| Provence rugby      | 20-21 | 48-18 | 21-16 | 17-14 | 23-13 | 12-11 | 22-20 | 28-25 | 27-8  | 16-38 | 20-9  | 51-6  | 23-17 | 29-26 |       | 38-23 |
| RC Vannes           | 24-16 | 25-5  | 23-18 | 12-9  | 37-23 | 28-11 | 9-11  | 39-22 | 16-0  | 26-12 | 24-13 | 27-28 | 24-13 | 37-6  | 43-29 |       |

|  | Victoire à domicile |  | Match nul |  | Défaite à domicile |

#### Détails des résultats
Les points marqués par chaque équipe sont inscrits dans les colonnes centrales (3-4) alors que les essais marqués sont donnés dans les colonnes latérales (1-6). Les points de bonus sont symbolisés par une bordure bleue pour les bonus offensifs (trois essais de plus que l'adversaire), orange pour les bonus défensifs (défaite par moins de cinq points d'écart), rouge si les deux bonus sont cumulés.

#### Évolution du classement
| Club             | 1  | 2  | 3  | 4  | 5  | 6  | 7  | 8  | 9  | 10 | 11 | 12 | 13 | 14 | 15 | 16 | 17 | 18 | 19 | 20 | 22 | 22 | 23 | 24 | 25 | 26 | 27 | 28 | 29 | 30 |
| ---------------- | -- | -- | -- | -- | -- | -- | -- | -- | -- | -- | -- | -- | -- | -- | -- | -- | -- | -- | -- | -- | -- | -- | -- | -- | -- | -- | -- | -- | -- | -- |
| Soyaux Angoulême | 13 | 14 | 12 | 7  | 4  | 6  | 7  | 6  | 7  | 10 | 7  | 7  | 7  | 7  | 7  | 7  | 7  | 9  | 11 | 8  | 12 | 9  | 9  | 7  | 8  | 8  | 9  | 8  | 9  | 9  |
| Aurillac         | 7  | 12 | 6  | 12 | 13 | 14 | 12 | 14 | 14 | 12 | 13 | 12 | 10 | 13 | 13 | 12 | 11 | 13 | 13 | 11 | 13 | 12 | 11 | 12 | 12 | 13 | 13 | 13 | 14 | 14 |
| Bayonne          | 2  | 6  | 2  | 5  | 2  | 8  | 3  | 8  | 5  | 4  | 3  | 4  | 2  | 2  | 1  | 2  | 1  | 3  | 2  | 2  | 1  | 1  | 2  | 3  | 2  | 3  | 3  | 3  | 3  | 3  |
| Béziers          | 4  | 1  | 5  | 11 | 7  | 9  | 8  | 10 | 8  | 9  | 11 | 8  | 8  | 6  | 6  | 6  | 6  | 6  | 6  | 6  | 5  | 6  | 5  | 5  | 6  | 7  | 7  | 7  | 6  | 8  |
| Biarritz         | 5  | 7  | 9  | 4  | 10 | 7  | 11 | 7  | 10 | 7  | 9  | 9  | 9  | 9  | 9  | 8  | 10 | 7  | 8  | 10 | 9  | 10 | 12 | 11 | 11 | 9  | 8  | 9  | 8  | 7  |
| Bourg-en-Bresse  | 9  | 15 | 13 | 15 | 15 | 15 | 15 | 15 | 15 | 14 | 15 | 14 | 15 | 14 | 14 | 14 | 12 | 14 | 14 | 14 | 14 | 15 | 14 | 14 | 14 | 14 | 15 | 15 | 15 | 15 |
| Brive            | 15 | 10 | 14 | 9  | 6  | 4  | 2  | 5  | 2  | 1  | 4  | 1  | 4  | 5  | 4  | 4  | 5  | 4  | 4  | 4  | 4  | 4  | 4  | 4  | 3  | 2  | 2  | 1  | 1  | 1  |
| Carcassonne      | 14 | 9  | 11 | 6  | 3  | 3  | 5  | 3  | 6  | 6  | 5  | 6  | 6  | 8  | 10 | 9  | 9  | 8  | 9  | 12 | 10 | 11 | 10 | 10 | 9  | 12 | 10 | 11 | 10 | 11 |
| Colomiers        | 6  | 11 | 15 | 14 | 11 | 13 | 14 | 13 | 13 | 15 | 14 | 15 | 14 | 15 | 15 | 15 | 15 | 15 | 15 | 15 | 15 | 14 | 15 | 15 | 15 | 15 | 14 | 14 | 13 | 13 |
| Massy            | 16 | 16 | 16 | 16 | 16 | 16 | 16 | 16 | 16 | 16 | 16 | 16 | 16 | 16 | 16 | 16 | 16 | 16 | 16 | 16 | 16 | 16 | 16 | 16 | 16 | 16 | 16 | 16 | 16 | 16 |
| Mont-de-Marsan   | 1  | 3  | 1  | 1  | 1  | 1  | 1  | 1  | 3  | 2  | 1  | 5  | 3  | 4  | 5  | 5  | 4  | 5  | 5  | 5  | 6  | 5  | 6  | 6  | 5  | 6  | 6  | 5  | 4  | 5  |
| Montauban        | 3  | 2  | 4  | 10 | 12 | 10 | 13 | 9  | 12 | 13 | 12 | 13 | 11 | 10 | 11 | 13 | 14 | 12 | 12 | 13 | 11 | 13 | 13 | 13 | 13 | 11 | 12 | 12 | 12 | 12 |
| Nevers           | 12 | 4  | 10 | 8  | 5  | 2  | 4  | 2  | 1  | 5  | 6  | 2  | 1  | 1  | 2  | 1  | 2  | 1  | 1  | 1  | 2  | 3  | 1  | 2  | 4  | 4  | 4  | 6  | 7  | 6  |
| Oyonnax          | 10 | 8  | 3  | 2  | 8  | 5  | 6  | 4  | 4  | 3  | 2  | 3  | 5  | 3  | 3  | 3  | 3  | 2  | 3  | 3  | 3  | 2  | 3  | 1  | 1  | 1  | 1  | 2  | 2  | 2  |
| Provence rugby   | 11 | 5  | 7  | 3  | 9  | 11 | 9  | 11 | 9  | 11 | 10 | 11 | 13 | 12 | 12 | 11 | 13 | 11 | 10 | 7  | 7  | 7  | 7  | 9  | 10 | 10 | 11 | 10 | 11 | 10 |
| Vannes           | 8  | 13 | 8  | 13 | 14 | 12 | 10 | 12 | 11 | 8  | 8  | 10 | 12 | 11 | 8  | 10 | 8  | 10 | 7  | 9  | 8  | 8  | 8  | 8  | 7  | 5  | 5  | 4  | 5  | 4  |

Séries de la saison :
- Séries de victoires :             6 (Béziers, Vannes)
- Séries de matches sans défaite :  6 (Brive, Béziers, Vannes)
- Série de défaites :              13 (Massy)
- Série de matches sans victoire : 14 (Massy)

#### Meilleurs réalisateurs
| Rang | Joueur                 | Club               | Poste                     | Points | Essais | Transf. | Pén. | Drops |
| ---- | ---------------------- | ------------------ | ------------------------- | ------ | ------ | ------- | ---- | ----- |
| 1    | Thomas Laranjeira      | CA Brive           | Arrière, demi d'ouverture | 344    | 6      | 52      | 70   | 0     |
| 2    | Florent Massip         | Provence Rugby     | Arrière                   | 327    | 5      | 37      | 76   | 0     |
| 3    | Jérôme Bosviel         | US Montauban       | Arrière, demi d'ouverture | 320    | 4      | 39      | 74   | 0     |
| 4    | Maxime Lucu            | Biarritz olympique | Demi de mêlée             | 299    | 5      | 44      | 61   | 1     |
| 5    | Gilles Bosch           | US Carcassonne     | Demi d'ouverture          | 283    | 2      | 36      | 67   | 0     |
| 6    | Ben Botica             | Oyonnax rugby      | Demi d'ouverture          | 235    | 8      | 39      | 39   | 0     |
| 7    | Johannes Graaf         | RC Massy           | Arrière, demi d'ouverture | 231    | 5      | 25      | 52   | 0     |
| 8    | Joris Segonds          | Stade aurillacois  | Demi d'ouverture          | 227    | 1      | 30      | 50   | 4     |
| 9    | Christopher Hilsenbeck | RC Vannes          | Demi d'ouverture          | 220    | 2      | 33      | 47   | 1     |
| -    | Yoann Laousse Azpiazu  | Stade montois      | Arrière                   | 220    | 2      | 30      | 49   | 1     |

#### Meilleurs marqueurs
| Rang | Joueur                  | Club                | Poste                     | Essais |
| ---- | ----------------------- | ------------------- | ------------------------- | ------ |
| 1    | Josaia Raisuqe          | USON Nevers         | Ailier                    | 15     |
| 2    | Dug Codjo               | Oyonnax rugby       | Ailier                    | 12     |
| 3    | Thomas Bordes           | RC Massy            | Talonneur                 | 10     |
| 4    | Quentin MacDonald       | Oyonnax rugby       | Talonneur                 | 10     |
| 5    | Leone Ravuetaki         | Biarritz olympique  | Centre, ailier            | 9      |
| 6    | Tim Giresse             | Oyonnax rugby       | Ailier                    | 9      |
| 7    | Eroni Vasiteri Narumasa | Provence rugby      | Centre, ailier            | 9      |
| 8    | Sakiusa Bureitakiyaca   | Soyaux Angoulême XV | Ailier                    | 9      |
| 9    | Uwa Tawalo              | Biarritz olympique  | Ailier                    | 8      |
| 10   | Yohann Artru            | Biarritz olympique  | Ailier                    | 8      |
| 11   | Kylian Jaminet          | Colomiers rugby     | Arrière, ailier           | 8      |
| 12   | So'otala Fa'aso'o       | CA Brive            | Troisième ligne centre    | 8      |
| 13   | Anthony Bouthier        | RC Vannes           | Arrière, demi d'ouverture | 8      |
| 14   | Sevanaia Galala         | CA Brive            | Centre, ailier            | 8      |
| 15   | Ben Botica              | Oyonnax rugby       | Demi d'ouverture          | 8      |